# Belägring (spel)

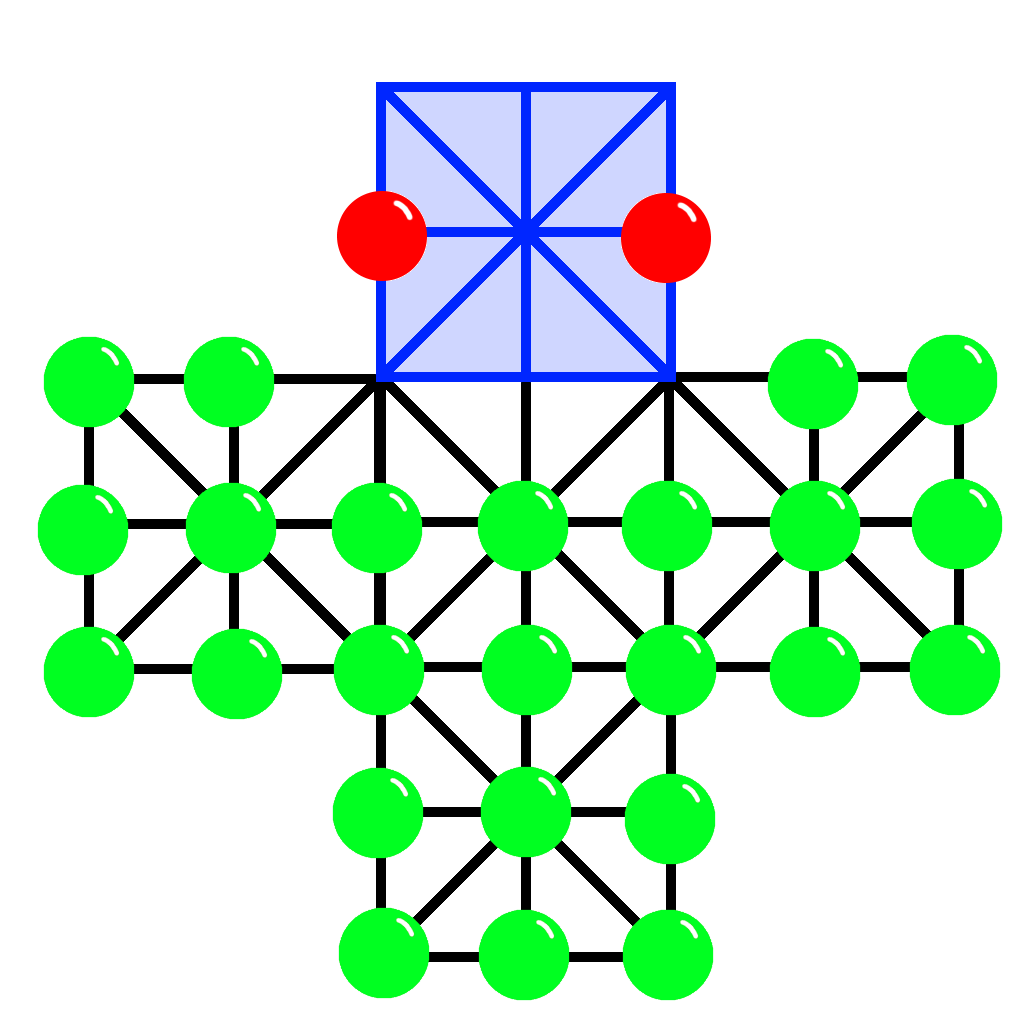
Diagram över spelbrädet till belägring med officerare (rödmarkerade) och soldater (grönmarkerade).

Belägring är ett brädspel för två personer. Spelet liknar det mer kända rävspelet, och båda spelen hör till den kategori av spel som benämns jaktspel och som kännetecknas av att de båda deltagarna inte spelar med samma slags spelpjäser: den ena handhar ett fåtal pjäser, eller bara en enda pjäs, medan den andra förfogar över ett relativt stort antal pjäser av ett annat slag.
Spelbrädet har 33 punkter, förbundna med linjer och arrangerade i korsform. Nio av punkterna är speciellt markerade och utgör fortet (även kallat borgen eller fästningen). Den ena spelaren disponerar två spelpjäser, kallade officerare, vilkas uppgift är att försvara fortet mot den andra spelarens pjäser. Dessa kallas soldater och är 24 till antalet. 
Spelarna turas om att flytta sina pjäser längs de linjer som förbinder spelbrädets punkter. Soldaterna får bara flyttas i riktning mot fortet, rakt framåt eller diagonalt, ett steg i taget. Officerarna får gå ett steg i alla riktningar, och kan dessutom slå ut en soldat genom att hoppa över till en tom punkt bortom soldaten.
Soldaterna vinner om de kan fylla upp hela fortet eller om de kan stänga in officerarna så att de inte kan röra sig. Officerarna vinner när det är mindre än nio soldater kvar i spelet.
Ibland används kulor som spelpjäser, och spelbrädet är då försett med fördjupningar för att hålla pjäserna på plats.
Spelet kan också kallas fästningsspel.